# Ischyropsalis robusta
Espèce
Synonymes
- Ischyropsalis lusitanica Roewer, 1923

Ischyropsalis robusta est une espèce d'opilions dyspnois de la famille des Ischyropsalididae.

## Distribution
Cette espèce est endémique du Portugal. Elle se rencontre de Braga à Lisbonne.

## Description
Le syntype mesure 6 mm.

## Systématique et taxinomie
Cette espèce a été décrite par Simon en 1872.
Ischyropsalis lusitanica a été placée en synonymie par Martens en 1969.

## Publication originale
- Simon, 1872 : « Notices sur les arachnides cavernicoles et hypogés. » Annales de la Société Entomologique de France, sér. 5, vol. 2, p. 214–244 (texte intégral).